# Power Play
Power Play – polski zespół muzyczny wykonujący muzykę disco polo oraz muzykę dance.

## Historia
Zespół został założony w 2001 w Zamościu przez wokalistę, lidera formacji oraz autora tekstów i muzyki Sylwestra Gazdę. Zespół tworzy własną muzykę od 2009 roku. Skład zespołu zmieniał się przez lata i aktualnie tworzą go trzy osoby. Formacja wydała pięć albumów i dwa single. Pierwszym przebojem zespołu była piosenka „Zawsze coś (oj tam, oj tam)” z 2011 roku”. Inne przeboje zespołu to „Banan”, „Wirtualny światek”, „Bez Ciebie”, „Wole Ole”, „Nie bo nie”, „Chce się żyć”, „Skok w Bok”, „Kochaj mnie” czy „Na zawsze”,” Najpiękne” oraz jego najnowszy przebój „Co ma być to będzie”. W 2012 roku zespół otrzymał nagrodę w kategorii Teledysk Roku 2012 przyznawaną przez stację telewizyjną TV.Disco, a zespół nominowany był także w kategoriach Przebój Roku i Wykonawca Roku.

## Dyskografia
Opracowano na podstawie materiału źródłowego.

### Albumy
| Tytuł                   | Rok  |
| ----------------------- | ---- |
| Co za noc - disco dance | 2010 |
| Zawsze coś…             | 2011 |
| 2012                    | 2012 |
| Skok w bok              | 2013 |
| Power Play              | 2014 |

### Single
| „Zdrada i fałsz 2009”                    | 2009 | –  |                  |                           |
| „Zawsze coś (oj tam, oj tam)”            | 2012 | 34 |                  |                           |
| „Skok w bok”                             | 2013 | 33 |                  |                           |
| „Zakręcona”                              | 2014 | –  |                  |                           |
| „NajPiękne”                              | 2014 | 46 |                  |                           |
| „Co ma być to będzie”                    | 2015 | 14 | - POL: 80 tys.+  | - POL: 4× platynowa płyta |
| „Bierz mnie”                             | 2016 | –  |                  |                           |
| „Lubisz to lubisz”                       | 2016 | 27 | - POL: 100 tys.+ | - POL: diamentowa płyta   |
| „Miła Ma”                                | 2018 |    |                  |                           |
| „–” oznacza, że singel nie był notowany. |      |    |                  |                           |